# Bernhard Ludewig
Bernhard Ludewig (* 1974) ist ein deutscher Grafiker und Fotograf. Er lebt und arbeitet in Berlin und Lausanne.

## Werk
Bernhard Ludewigs grafisches Werk reicht bis ans Ende der 80er Jahre zurück. Bereits zu Beginn entwickelte er die Grundlagen eines grafischen Stils, den er später selbst als Technischen Reduktionismus bezeichnete. Kennzeichnend für Ludewigs frühe Arbeiten ist die konsequente Beschränkung auf eine gewisse Anzahl grafischer Informationen, etwa Farbe oder Bildelemente. So existieren Bilder, die auf einer Palette von 16 distinkten und nicht mischbaren Farben basieren. In anderen Bildern verwendete er für einzelne Bildbereiche (zum Beispiel horizontale Zeilen) jeweils eine eigene Palette. Ludewigs Arbeiten aus dieser Zeit wirken oft grobkörnig – auch dies ist Ausdruck des Bestrebens, die nötige Bildinformation zu reduzieren. In diesem Sinne hat Ludewig die zugrundeliegenden und nicht weiter reduzierbaren Gestaltungselemente auch als „genetischen Code“ des jeweiligen Werkes bezeichnet. Für Aufsehen sorgte eine Reihe funktionaler Digitalminiaturen mit 36 × 36 Bildpunkten, die er Mitte der 1990er Jahre im Zuge seines Projekts „Mitras“ in England veröffentlichte.
Seit der Jahrhundertwende konzentriert sich Ludewig verstärkt auf satirische Grafiken, die er in der Regel als Produkte einer fiktiven Parallelwelt betrachtet. Diese umfasst z. B. Wirtschaftsunternehmen, Konsumgüter, Hilfsorganisationen, staatliche Stellen und die virtuelle „Immanuel-Kant-Universität Königsberg“. Ein wiederkehrendes Element ist dabei die euphorische Parodie: Ludewig versucht, den Betrachter durch strikte Formtreue von zweifelhaften bis absurden Inhalten abzulenken und so aufs Glatteis zu führen. Trotz der (häufig polemisch) aufgegriffenen politischen oder gesellschaftlichen Themen entziehen sich die Werke jedoch einer klaren Interpretation.
Neben seiner grafischen Tätigkeit arbeitet Bernhard Ludewig heute vornehmlich als Fotograf.

## Publikation
- Bernhard Ludewig mit Beiträgen von Dirk Eidemüller und Gunnar Klack: Der Nukleare Traum. Die Geschichte der deutschen Atomkraft, DOM publishers, Berlin 2020, ISBN 978-3-86922-088-8.